# Resi (Wein)
Resi (französisch Rèze) ist eine autochthone Weissweinsorte des Schweizer Kantons Wallis. Er ist ein Walliser Grand Cru.
Der Resi ist eine alteinheimische Walliser Rebsorte, die heute äusserst selten geworden ist, nachdem um 1920 fast alle Pflanzen der Phylloxera zum Opfer fielen. Im Jahr 2002 wurden offiziell noch 0,72 Hektar bestockter Rebfläche ermittelt. Bis zum Jahr 2007 hatte sich der Bestand leicht erholt (2,13 Hektar, Stand 2007, Quelle: Office fédéral de l'agriculture OFAG). Wein-Plus sieht die Rebsorte, die nur im Grenzgebiet nach Italien hin angebaut wird, als eine der ältesten in den Alpen. Sie zählt zu der Gruppe der Alten Gewächse, die unter dem Namen Regy schon 1313 zusammen mit den Sorten Neyrun und Humagne Blanche im „Verzeichnis von Anniviers“ genannt wird.
Die Winzer unterscheiden die Sorten Grosse Réze und Petite Rèze. Die Spielart Grosse Rèze verfügt über etwas dickere Trauben als die Petite Rèze. Die spätreifende Sorte erbringt im Aroma neutrale Weine mit hoher Säure. Durch deren hoher Säurehalt wird der Wein lange gelagert, um einen angenehmen Geschmack zu erhalten.
Bei der alten Sorte handelt es sich möglicherweise um die von Plinius dem Älteren als „Uva raetica“ beschriebene Sorte, die von den Phokäern aus Marseille in die Schweiz gebracht wurde. Gewisse Ampelographen erkennen eine Verwandtschaft zur im italienischen Aostatal angebauten Rebsorte Prié Blanc. DNA-Analysen am  „Istituto agrario di San Michele all'Adige“ heute Fondazione Edmund Mach in San Michele all’Adige brachten einen Hinweis auf eine Verwandtschaft zweiten Grades zu den Rebsorten Freisa, Cornalin du Valais, Roussin de Morgex und Petit-Rouge. Eine direkte Verbindung besteht zur Sorte Nosiola. Früher wurde der Gletscherwein (auch Vin des Glaciers genannt) sortenrein aus ihr gekeltert.

## Herkunft
Resi gehört zu einer Gruppe von Rebsorten, die sich in der geographischen Insellage der Alpenregionen Italiens und des Wallis in der Schweiz halten konnten. Zu dieser Gruppe gehören die folgenden Sorten:
- Rotweinsorten: Bonda, Cornalin d’Aoste, Cornalin du Valais, Crovassa, Durize, Eyholzer, Fumin, Goron de Bovernier, Mayolet, Ner d’Ala, Petit-Rouge, Prëmetta/Prié rouge, Roussin, Roussin de Morgex, Vien de Nus, Vuillermin.
- Weissweinsorten: Completer, Himbertscha, Humagne Blanche, Lafnetscha, Petite Arvine, Planscher, Prié Blanc, Resi.

## Synonyme
Petit Prié Tardif, Reize verte, Réze verte, Rèzi

## Abstammung
autochthone Schweizer Rebsorte